# Boss Hoss
Pour les articles homonymes, voir The BossHoss et Hoss.

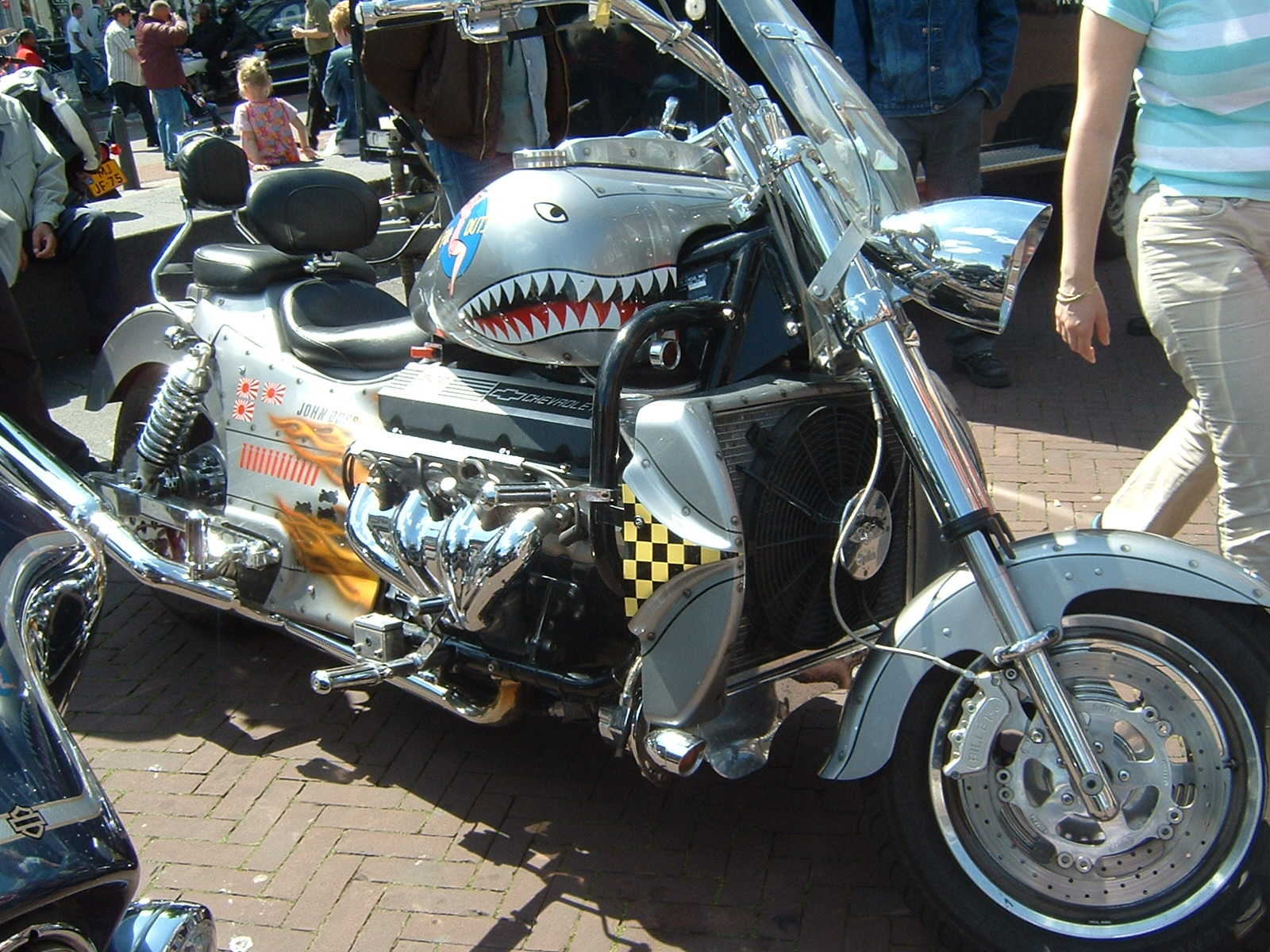
Une Boss Hoss.

Boss Hoss est une marque américaine de motos et de trikes équipés d'un moteur V8 Chevrolet allant de 5 700 cm3 (350 in3) pour la ZZ4 de 355 ch à 8 230 cm3 (502 in3) de 502 ch. Boss Hoss détient la moto la plus cylindrée (la Boss Hoss BHC3-LS3) .